# ГКС (хоккейный клуб, Тыхы)
ГКС Тыхы (пол. HC GKS Tychy) — польский хоккейный клуб из города Тыхы. Домашней ареной клуба является Зимний стадион Тыхы.

## История клуба
Клуб был создан в 1956 году под названием ГКС Мурцек и первоначально базировался в одноимённой шахтёрской деревне. Именно шахтёры стали первыми игроками клуба. Первый матч был проведён 19 декабря 1957 года. Хотя клуб не имел собственного стадиона, он играл в III Польском дивизионе, а в 1961 году вышел во II дивизион. В сезоне 1964/65 'ГКС Мурцек' впервые выступил в премьер-лиге. В 1968 стадион был построен в городе Тыхы, куда и перебазировался клуб. 20 апреля 1971 года клуб получил своё нынешнее название. В 1981 и 1983 годах 'ГКС Тыхы' под руководством Зденека Хабера выиграл свои первые титулы — бронзовые медали чемпионата Польши. А в 2005 году клуб впервые в своей истории выиграл чемпионат.

## Достижения клуба

### Национальные
- Чемпионат Польши по хоккею
  - Победители (4) : 2005, 2014, 2018, 2019
  - Серебряный призёр (9) : 1988, 2006, 2007, 2008, 2009, 2011, 2014, 2016, 2017
  - Бронзовый призёр (6) : 1981, 1983, 2002, 2004, 2010, 2013.

- Первая Лига Польши по хоккею
  - Победители (2) : 1975, 1979

- Кубок Польши по хоккею
  - Обладатели (8) : 2001, 2006, 2007, 2008, 2009, 2014, 2016, 2017

- Суперкубок Польши по хоккею
  - Обладатели (2) : 2015, 2018
  - Финалисты (1) : 2017

- Кубок "Спорта" и Польского Хоккейного Союза
  - Обладатели (1) : 1984
  - Финалисты (1) : 1983

### Международные
- Континентальный кубок
  - Бронзовый призёр (1) : 2016
  - Второй раунд (2): 2006, 2018
  - Третий раунд (1): 2017